# Iben Nielsen
Ida Bengta Emilie "Iben" Nielsen (født 10. juli 1878 i København, død 22. april 1950) var en dansk digter. Hun var gift 1. gang med den norske forfatter Thomas Peter Krag 1901-1912 og mor til den norske litteraturforsker, kritiker og forfatter Erik Krag og heraldikeren og slægtsforskeren Hans Krag. Gift 2. gang med den norske forfatter Hjalmar Christensen 15. august 1912.
Hun var datter af tobakshandler Assar Bernhard Emil Nielsen og Anna Marie Sophie f. Erichsen og voksede op i København.
Iben Nielsen debuterede i 1899 med digtsamlingen "Digte og vers" med forord af Sophus Michaelis.